# Steve Harwell

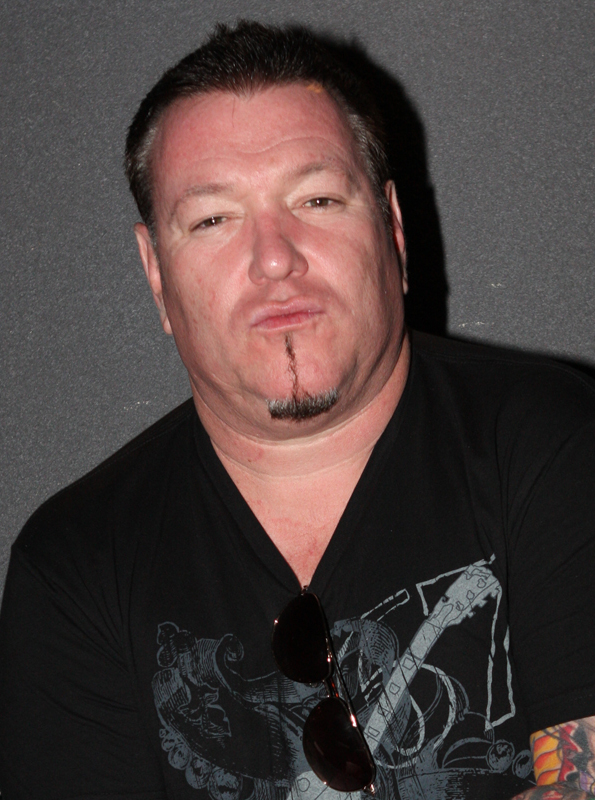
Steve Harwell (2013)

Steve Scott Harwell (* 9. Januar 1967 in Santa Clara, Kalifornien; † 4. September 2023 in Boise, Idaho) war ein US-amerikanischer Singer-Songwriter und Musiker. Bekannt wurde er als Frontmann der Alternative-Rock-Band Smash Mouth.

## Leben und Wirken
Steve Scott Harwell sang bereits während seiner Zeit an der High School in mehreren Schülerbands. Im Jahr 1988 gründete er seine erste eigene Band und spielte dabei auch Piano und Keyboard.
Er war von 1994 bis 2021 der Sänger der Alternative-Rock-Band Smash Mouth. Ihren Durchbruch im Musikbusiness hatten sie im Jahr 1997 mit dem Song Walkin’ on the Sun. Ihren größten Hit hatten sie mit der im Mai 1999 veröffentlichten Single All Star, welche allerdings erst im Jahr 2001 durch die Filmreihe Shrek und durch den Film Rat Race – Der nackte Wahnsinn ein großer Hit geworden ist und damit mehr in den Blickpunkt der Öffentlichkeit gelangt war. Die Band wird zum Teil als One-Hit-Wonder bezeichnet, obwohl sie mehrere Hits hatte. Im Jahre 2021 verließ er die Band und zog sich aus der Öffentlichkeit zurück.
Steve Harwell war einige Jahre lang verheiratet. Sein am 6. Januar 2001 geborener Sohn Presley starb am 28. Juli 2001 im Alter von sechs Monaten an akuter lymphatischer Leukämie. Daraufhin zerbrach seine Ehe und bei ihm entwickelte sich eine Alkoholabhängigkeit.
Im Jahr 2013 wurde bei Harwell eine Kardiomyopathie diagnostiziert und später eine Wernicke-Enzephalopathie, die bei ihm zu Sprachstörungen und Erinnerungslücken führte. Er lebte zuletzt in Boise, wo er am 4. September 2023 im Alter von 56 Jahren in einem Hospiz nach längerer Krankheit an einem Leberversagen starb.